# Lista de representantes permanentes do Quénia nas Nações Unidas
Esta é uma lista de representantes permanentes do Quénia, ou outros chefes de missão, junto da Organização das Nações Unidas em Nova Iorque.
O Quénia foi admitido como membro das Nações Unidas a 16 de dezembro de 1963.
| Início | Término | Representante permanente (Chefe de missão) | Cargo                    | Credenciais |
| ------ | ------- | ------------------------------------------ | ------------------------ | ----------- |
| 1963   | 1970    | Burudi Nabwera                             | Representante permanente |             |
| 1970   | 1973    | Joseph G. Odero-Jowi                       | Representante permanente |             |
| 1974   | 1982    | Charles G. Maina                           | Representante permanente |             |
| 1982   | 1984    | Wafula Wabuge                              | Representante permanente |             |
| 1984   | 1988    | Raphael M. Kiilu                           | Representante permanente |             |
| 1988   | 1991    | Michael G. Okeyo                           | Representante permanente |             |
| 1992   | 1993    | Ochieng Adala                              | Representante permanente |             |
| 1993   | 1996    | Francis Muthaura                           | Representante permanente |             |
| 1996   | 1999    | Njuguna M. Mahugu                          | Representante permanente | 1996-09-19  |
| 1999   | 2001    | Phares Michael Kuindwa                     | Representante permanente | 1999-09-07  |
| 2001   | 2003    | Bob Francis Jalang'o                       | Representante permanente | 2001-02-08  |
| 2003   | 2006    | Judith Mbula Bahemuka                      | Representante permanente | 2003-09-02  |
| 2006   | 2010    | Zachary Muburi-Muita                       | Representante permanente | 2006-09-11  |
| 2010   | atual   | Macharia Kamau                             | Representante permanente | 2010-12-16  |